# Nabedache
Nabedache (Nä’-bai-dä’-che; Navedacho, Naoudiche), pleme američkih Indijanaca porodice Caddoan, koje Henri Joutel nalazi na gornjem toku rijeke Neches, na području današnjeg okruga Houston u Teksasu. Nabedache su bili jedno od vodećih plemena konfederacije Hasinai. Stoljeće ili nešto više nakon europskog kontakta njihobvo selo San Pedro nalazilo se 45 milja jugozapadno od lokacije koju je naveo Joutel. U svibnju 1690. Damián Massanet i Domingo Ramón utemeljuju misiju San Francisco de los Texas (San Francisco de los Tejas) u selu Nabedache. Već iste i sljedeće godine pogodila ih je neka epidemija. Na mapi Stephen F. Austina iz 1829. ubilježeni su uzvodnije na rijeci Neches. Ova migracija po pismu iz Bexarove arhive (Bexar Archives vidi) desila se nakon 1779, a prije 1784. godine. U 19. stoljeću dijele sudbinu ostalih Caddo plemena i završavaju na rezervatu Wichita u Oklahomi,.